# مينا كوهين كليبيرج
مينا كوهين كليبيرج (بالإنجليزية: Minna Cohen Kleeberg)‏ (1841 - 1878)، هي شاعرةٌ ألمانية أمريكية. ولدت في مدينة إلمسهورن في ألمانيا بتاريخ 21 يوليو عام 1841. وتوفيت بتاريخ 31 ديسمبر 1878 في مدينة نيو هيفن في الولايات المتحدة.

## سيرتها الشخصية
تعلمت على يد والدها الطبيب ماركوس كوهين. كتبت في سن الرابعة عشرة لمجلةٍ في هامبورغ، ولاحقًا لمجلة في بودابست ولمجلة إل ستاين واسمها "Der Freitag-Abend". بعد زواجها عام 1862 من الحاخام رابي إل. كليبيرج، عاشت في مقاطعة الراين بروسيا، حيث انتقلت إلى دائرة من الأدباء وعلى رأسهم إميل ريترشاوس [الإنجليزية].

## أعمالها
نُشرت معظم قصائدها في "Stein's Freitag-Abend" في فرانكفورت. في عام 1865، نشرت قصيدتها "Ein Lied vom Salz" (قصيدة غنائية عن الملح)، وهي نداء لإلغاء الضريبة على الملح في بروسيا. كان لديها اهتمام دائم بالمسائل العامة والوطنية: الحرب الفرنسية البروسية، التعديل الخامس عشر لدستور الولايات المتحدة، فريدريك هيكر، حقوق المرأة، وقضية الحرية والديمقراطية كانت من بين موضوعاتها. كانت المشاعر اليهودية القومية والدينية مصدر إلهامٍ لها أيضًا. الشكوك التي ألقاها ريخارد فاغنر على اليهود صدتها بقوة غاضبة. كما كان أطفالها، وأفراح وأحزان الحياة المنزلية من الموضوعات البارزة في شعرها.
في الولايات المتحدة، ساهمت بشكل متكرر في مجلة "Das New Yorker Belletristica Journal". نُشرت مجموعة من قصائدها "Gedichte" في عام 1877.

## روابط خارجية
- أعمال أو نبذة عن مينا كوهين كليبيرج على أرشيف الإنترنت